# Angiopteris wangii
Angiopteris wangii là một loài dương xỉ trong họ Marattiaceae. Loài này được Ching mô tả khoa học lần đầu tiên năm 1959.